# Полет 117 на „Сингапур Еърлайнс“
Полет 117 на „Сингапур Еърлайнс“ е редовен международен пътнически полет от летище „Султан Абдул Азиз Шах“, Субанк, Малайзия, до летище „Чанги“, Чанги, Сингапур, управляван от „Сингапур Еърлайнс“. На 26 март 1991 г. самолетът „Еърбъс A310-324“, който изпълнява полета, е отвлечен във въздуха, докато лети за Чанги, от четирима пакистанци, въоръжени с експлозиви и ножове, но не и с огнестрелни оръжия. Машината каца в Чанги, където е обкръжена от представители на властите, а похитителите поискват освобождаването от затвора на съпруга на бившата министър-председателка на Пакистан Беназир Бхуто – Асиф Али Зардари (по-късно избран за президент на Пакистан), както и на други членове на Пакистанската народна партия. Сред исканията са и самолетът да бъде зареден с гориво, за да отлети за Австралия.
На следващата сутрин самолетът е преместен на друга писта, след което двама стюарди са избутани навън от похитителите. Властите не изпълняват исканията на терористите и въпреки заплахите, че те ще започнат да убиват пътници, рано сутринта на 27 март самолетът е щурмуван от командоси на въоръжените сили, които застрелват всички похитители. Малко след това самолетът е напълно обезопасен и всички 114 пътници и останалите 7 членове на екипажа на борда са освободени.
Сингапур получава международно признание за бързите си и адекватни действия по време на критичната ситуация. Министър-председателят на Сингапур, Гох Чок Тонг, благодари на всички, които участват в спасителната мисия. Капитан Стенли Лим (пилотът на самолета) и началникът Фу Киа Джуа (главен преговарящ от полицията), са наградени със Звезда за обществена служба за своите действия. Командосите са наградени с Медал за храброст, а други в преговарящия екип получават похвални грамоти от президента.